# Passi
Passi (* 21. Dezember 1972 in Brazzaville, Republik Kongo; bürgerlicher Name Passi Balende) ist ein französischer Hip-Hop-Künstler.

## Biografie
1979 zog er mit seiner Familie nach Sarcelles in der Pariser Banlieue. Zusammen mit seinem Schulfreund Stomy Bugsy gründete er die Gruppe Ministère AMER. 1992 erschien ihr erstes Album. Um sich voll auf die Musik konzentrieren zu können, brach Passi sein Studium der Agrarwissenschaften an der Universität von Paris ab.
1997 erschien sein erstes Soloalbum Les tentations, das sich über 450.000 Mal verkaufte. 1999 erscheint das Album Racines des Projekts Bisso na Bisso (deutsch in etwa: unter uns auf Lingála) bei dem unter anderem der Künstler Ärsenik mitwirkt. Noch im selben Jahr erschien Passis zweites Soloalbum Genèse. Sein bisher letztes Album Odyssée erschien 2004.

## Diskografie

### Alben
| Jahr | Titel          | Höchstplatzierung, Gesamtwochen, AuszeichnungChartplatzierungen (Jahr, Titel, Platzierungen, Wochen, Auszeichnungen, Anmerkungen) | Höchstplatzierung, Gesamtwochen, AuszeichnungChartplatzierungen (Jahr, Titel, Platzierungen, Wochen, Auszeichnungen, Anmerkungen) | Höchstplatzierung, Gesamtwochen, AuszeichnungChartplatzierungen (Jahr, Titel, Platzierungen, Wochen, Auszeichnungen, Anmerkungen) | Anmerkungen |
| Jahr | Titel          | FR | BEW | CH | Anmerkungen |
| ---- | -------------- | --- | --- | --- | ----------- |
| 1997 | Les tentations | FR4 Platin · (41 Wo.)FR | BEW40 (1 Wo.)BEW | — |             |
| 1999 | Genèse         | FR4 (20 Wo.)FR | BEW47 (2 Wo.)BEW | CH82 (1 Wo.)CH |             |
| 2004 | Odyssée        | FR17 (23 Wo.)FR | BEW99 (2 Wo.)BEW | — |             |
| 2007 | Evolution      | FR52 (5 Wo.)FR | — | — |             |

Weitere Alben
- 1992 – Pourquoi tant de haine?
- 1999 – Racines

### Singles
| Jahr | Titel Album                                                         | Höchstplatzierung, Gesamtwochen, AuszeichnungChartplatzierungen (Jahr, Titel, Album, Platzierungen, Wochen, Auszeichnungen, Anmerkungen) | Höchstplatzierung, Gesamtwochen, AuszeichnungChartplatzierungen (Jahr, Titel, Album, Platzierungen, Wochen, Auszeichnungen, Anmerkungen) | Höchstplatzierung, Gesamtwochen, AuszeichnungChartplatzierungen (Jahr, Titel, Album, Platzierungen, Wochen, Auszeichnungen, Anmerkungen) | Anmerkungen        |
| Jahr | Titel Album                                                         | FR | BEW | CH | Anmerkungen        |
| ---- | ------------------------------------------------------------------- | --- | --- | --- | ------------------ |
| 1997 | Je zappe et je mate Les tentations                                  | FR8 Gold · (18 Wo.)FR | BEW11 (16 Wo.)BEW | — |                    |
| 1998 | Le monde est à moi Les tentations                                   | FR3 (6 Wo.)FR | BEW20 (5 Wo.)BEW | — |                    |
| 1998 | Il fait chaud (37°2) Les tentations                                 | FR24 (17 Wo.)FR | BEW28 (3 Wo.)BEW | — |                    |
| 1998 | J’entends des mères pleurer (I Heard The Mother Cry) Les tentations | FR48 (7 Wo.)FR | — | — | mit Ambersunshower |
| 1999 | De 79 à 99 Les tentations                                           | FR36 (11 Wo.)FR | — | — |                    |
| 2001 | Ma zik Genèse                                                       | FR21 (11 Wo.)FR | — | — |                    |
| 2004 | Face à la mer 3                                                     | FR3 (23 Wo.)FR | BEW2 (19 Wo.)BEW | CH12 (26 Wo.)CH | mit Calogero       |

### Gastbeiträge
| Jahr | Titel Album                             | Höchstplatzierung, Gesamtwochen, AuszeichnungChartplatzierungen (Jahr, Titel, Album, Platzierungen, Wochen, Auszeichnungen, Anmerkungen) | Höchstplatzierung, Gesamtwochen, AuszeichnungChartplatzierungen (Jahr, Titel, Album, Platzierungen, Wochen, Auszeichnungen, Anmerkungen) | Höchstplatzierung, Gesamtwochen, AuszeichnungChartplatzierungen (Jahr, Titel, Album, Platzierungen, Wochen, Auszeichnungen, Anmerkungen) | Anmerkungen                                                |
| Jahr | Titel Album                             | FR | BEW | CH | Anmerkungen                                                |
| ---- | --------------------------------------- | --- | --- | --- | ---------------------------------------------------------- |
| 2002 | Tourner des pages –                     | FR18 Gold · (35 Wo.)FR | BEW11 (16 Wo.)BEW | — | Saya feat. Passi                                           |
| 2002 | Laisse parler les gens –                | FR1 Platin · (19 Wo.)FR | BEW1 (20 Wo.)BEW | CH22 (24 Wo.)CH | Jocelyne Labylle & Cheela feat. Jacob Desvarieux & Passi   |
| 2004 | Relève la tête Savoir et vivre ensemble | FR39 (14 Wo.)FR | — | — | Kery James pres. Lino, AP, Diam’s, Passi, Matt & Kool Shen |